# Lapinsalo (ö i Mellersta Finland)
Lapinsalo är en ö i Konnevesisjön i Finland. Den ligger i sjön Konnevesi och i kommunen Konnevesi i den ekonomiska regionen  Äänekoski  och landskapet Mellersta Finland, i den centrala delen av landet, 280 km norr om huvudstaden Helsingfors. Öns area är 14,2 hektar och dess största längd är 0,7 kilometer i nord-sydlig riktning.
Lapinsalo är populär plats för övernattning i Södra Konnevesi nationalpark.